# Каплиця Святої Анни
Капли́ця Святої Анни — релігійна та історична пам'ятка міста Калуш, що розташована в середмісті, на проспекті Лесі Українки.
Каплиця збудована у 1992–1995 роках на місці зруйнованої в 1963 році однойменної каплиці.

## Історія старої каплиці
Першу каплицю було зведено на найдовшій вулиці міста в 1881 році Миколою Пелеханом.
Побудова каплиці оповита легендами.
За першою легендою австрійському військовому, який служив у цісаря приснився сон, у якому Богоматір звернулася до нього з проханням спорудити каплицю у Калуші на визначеному місці за успадковані ним гроші. Смертельно хворий вояк доручив добре діло своєму коломийському другу Миколі Плехановичу. Останній не поспішав будувати каплицю, допоки в нього не померла дружина Марія. В цей же час Микола бачив видіння, у якому впізнав свого давнього друга. Стривожений Микола з батьком взялися за спорудження каплиці. Вулиця як і каплиця стала називатися в честь Святої Анни.
Поряд із каплицею було встановлено кам'яний хрест вояку, який був ініціатором зведення каплиці.
За іншою версією каплицю спорудили на місці де подружжя Пелеханів та ще багато інших місцевих жителів бачили світло, коли йшли на недільне богослужіння до місцевої церкви.
Над каплицею часто бачили дивне сяйво, а також одного разу спостерігали свічку, яка висіла у повітрі над спорудою.

## Інтер'єр та екстер'єр старої каплиці
Внутрішній інтер'єр каплиці описав той же Володимир Коломиєць. У капличці були вівтар, на якому — образ святої Анни з маленькою Марією (цей образ досі зберігається у церкві святого Архистратига Михаїла), малий кивот, праворуч — подібна статуя з цементу, ліворуч — образ святого Йосифа з Ісусом на руці. Нижче була розташована скульптура святого Онуфрія. За окремими даними, вона була дерев'яною, її автором був Дмитро Сімків. На стіні висів хрест із Розп'яттям та образи Матері Божої та Ісуса Христа. По обох боках храму були по дві лавки.

## Подальша доля каплиці
В 1963 році стара каплиця була зруйнована комуністичною владою, яка активно боролася з будь-якими релігійними проявами в місті.
Каплицю відбудовували з 1992 по 1995 роки.
Збудований храм за проектом архітектора Володимира Возняка, внутрішній інтер'єр — Ярослава Іваницького.
У каплиці є вівтар, на якому у центрі розташований образ святої Анни з малою Марією, по боках — образи святих Давида та Аарона. На вівтарі — кивот.
Освячена каплиця у 1996 році. Згодом і криницю біля храму оздобили мережевним навісом, на якому видно цифри «2000».

## Фотогалерея

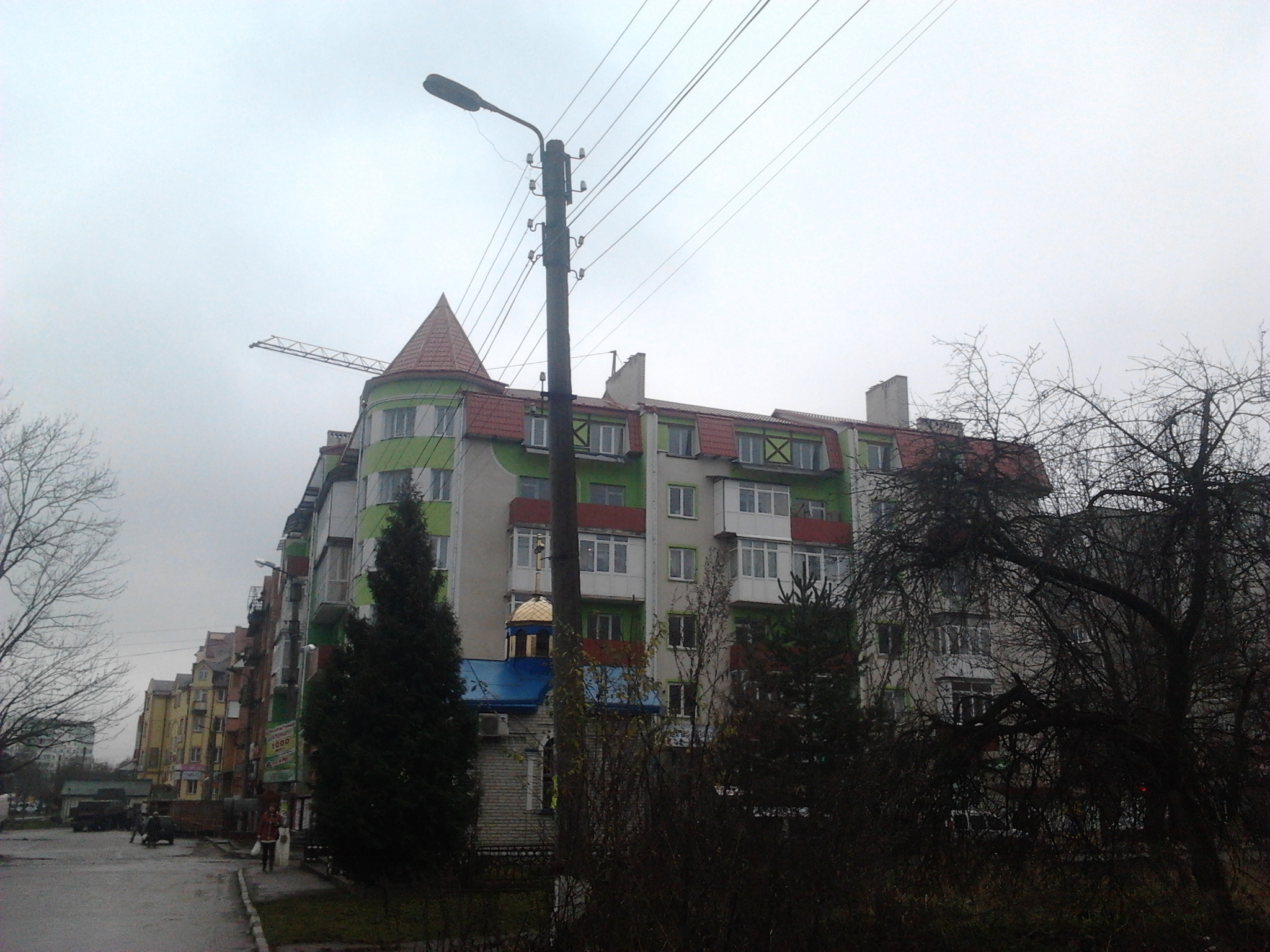
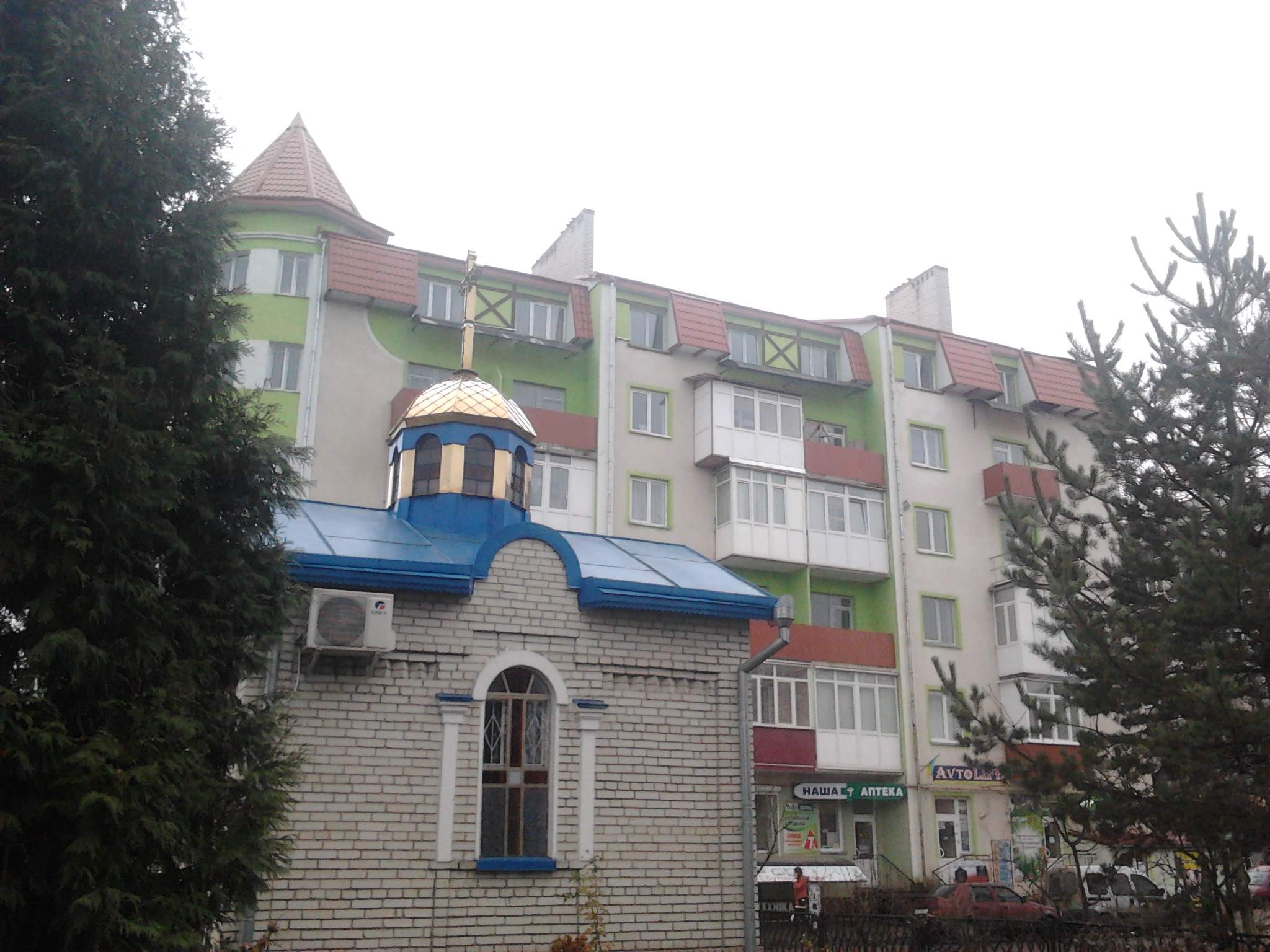